# Rebordelo (Amarante)
Rebordelo é uma povoação portuguesa sede da Freguesia de Rebordelo do Município de Amarante, freguesia com 15,66 km² de área e 267 habitantes (censo de 2021), tendo, por isso, uma densidade populacional de 17 hab./km².

## Demografia
A população registada nos censos foi:
| Distribuição da População por Grupos Etários | Distribuição da População por Grupos Etários | Distribuição da População por Grupos Etários | Distribuição da População por Grupos Etários | Distribuição da População por Grupos Etários |
| -------------------------------------------- | -------------------------------------------- | -------------------------------------------- | -------------------------------------------- | -------------------------------------------- |
| Ano                                          | 0-14 Anos                                    | 15-24 Anos                                   | 25-64 Anos                                   | > 65 Anos                                    |
| 2001                                         | 71                                           | 83                                           | 165                                          | 79                                           |
| 2011                                         | 62                                           | 40                                           | 188                                          | 75                                           |
| 2021                                         | 28                                           | 31                                           | 141                                          | 67                                           |

## Galeria de imagens

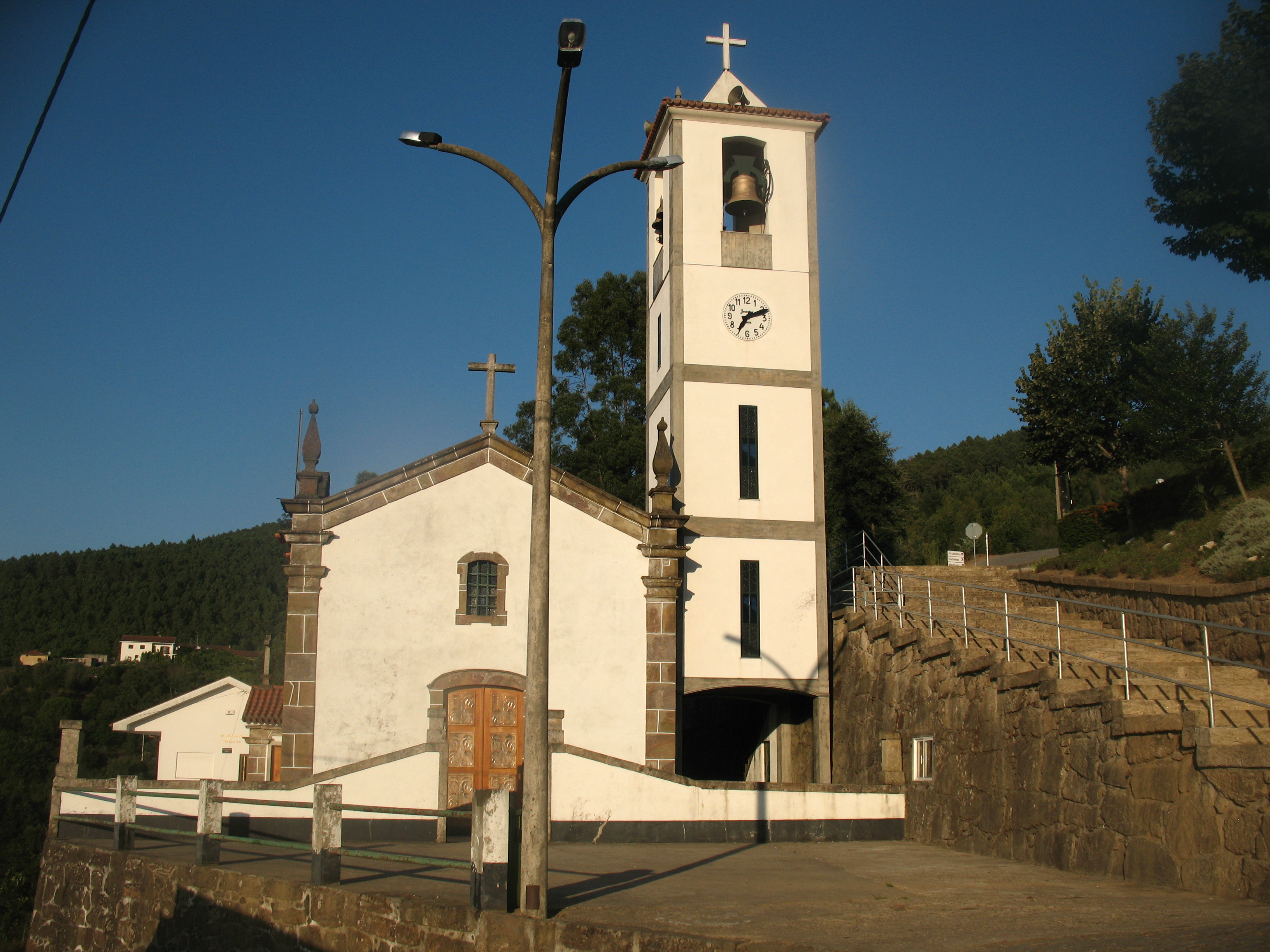
Rebordelo Igreja Matriz

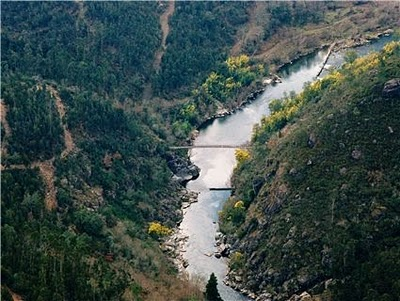
Rebordelo Vista panorâmica da Ponte de Arame e Rio Tâmega